# Helga Glöckner-Neubert
Helga Glöckner-Neubert (* 5. September 1938 in Oberfrohna; † 27. August 2017 in Alt Madlitz) war eine deutsche Schriftstellerin.

## Leben und Werk
Glöckner-Neubert absolvierte ihre Ausbildung an der Bibliothekarschule der Karl-Marx-Universität Leipzig. Anschließend absolvierte sie ein Studium der Germanistik und Slawistik. Danach war sie Dozentin für Russisch an der Leipziger Universität. Sie engagierte sich in einem Kulturhaus und wirkte auch sonst im Bezirk Frankfurt (Oder) bei verschiedenen kulturellen Aufgaben mit. Ihr Lebensmittelpunkt war Frankfurt (Oder), was sich in verschiedenen stadtbezogenen Publikationen widerspiegelt. Mit ihrem Ehemann, dem Komponisten Gottfried Glöckner, schuf sie ein umfangreiches Liederwerk. Sie war ein Mitglied des Schriftstellerverbandes der DDR.

## Werke
- Festumzug – 725 Jahre Frankfurt. Frankfurt an der Oder 1978.
- Windkinder. Kinderbuchverlag Berlin, Berlin 1979.
- Frankfurt (Oder), Brockhaus-Verlag, Leipzig 1980.
- Das kleine Haus mit Mann und Maus. Kinderbuchverlag Berlin, Berlin 1989, ISBN 978-3-358-01233-8.
- Stadtbilder aus Frankfurt (O). Stadt-Bild-Verlag, Berlin 1992, ISBN 978-3-928741-24-8.
- Alle Wege bin ich abgegangen. Verlag Die Furt, 2012, ISBN 978-3-939960-18-8.
- nach 27. August 2017 erschienen: Auf dem Weg zu Dir; Gedichteband (Zusammenfassung aller Gedichte, die im Band "Alle Wege bin ich abgegangen" noch nicht erschienen sind; von Gottfried Glöckner zusammengetragen)
- nach 27. August 2017 erschienen: Ihre Lieder wurden Musik; Liederbuch (eine Zusammenfassung aller Lieder, die sie mit ihrem Ehemann Gottfried Glöckner verfasst hat; von Gottfried Glöckner zusammengetragen)